# Wohnhaus Stadtmühle Graz

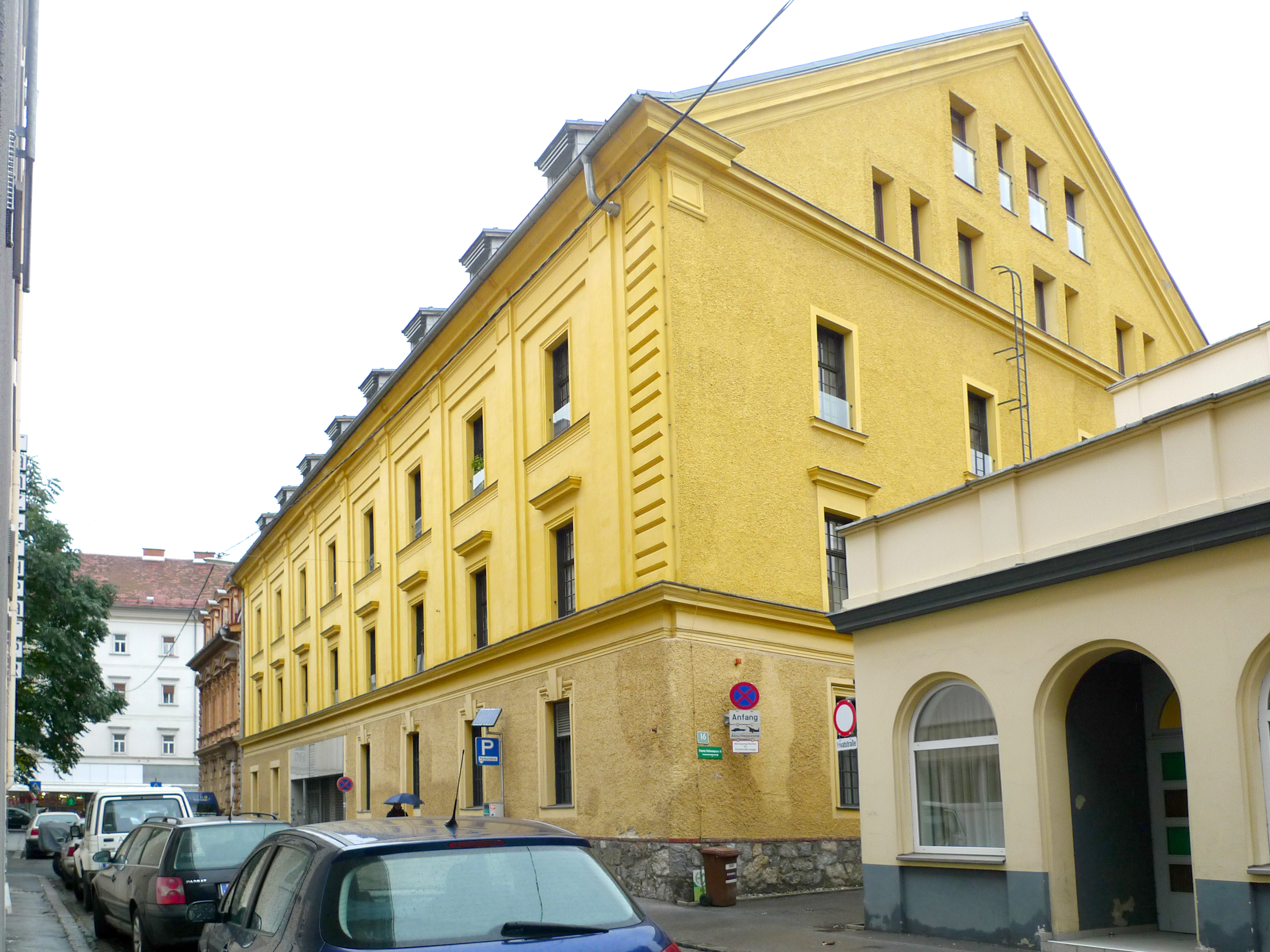
Wohnhaus Stadtmühle Graz

Das Wohnhaus Stadtmühle Graz steht in der Orpheumgasse Nr. 16 im IV. Grazer Stadtbezirk Lend. Die ehemalige Mühle steht unter Denkmalschutz (Listeneintrag).

## Geschichte
Die ehemalige Stadtmühle wurde um 1998/1999 durch den Bäcker Albin Sorger nach den Plänen des Architekten Hans Gangoly mit den Mitarbeitern Ida Pirstinger, Therese Janeschitz-Kriegl revitalisiert.

## Architektur
Im Erdgeschoß befindet sich eine Autogarage unterflossen vom Grazer Mühlgang. In mehreren Geschoßen wurden Wohnungen um eine Atriumhalle, belichtet durch eine Dachverglasung, angeordnet. Innen wurde das Gerüst aus gedrechselten Holzsäulen und Holzbalken, welche ehemals das Mahlwerk trugen, erhalten.

## Anerkennungen
- Piranesi Award 2000 Anerkennung
- Österreichischer Bauherrenpreis 2000 für den Bauherrn Albin Sorger
- GerambRose 2000